# 陈新胜
陈新胜，中华人民共和国政治人物、全国脱贫攻坚先进个人。

## 生平
陈新胜任西华县大王庄乡陈庄村党支部书记、村委会主任。因在脱贫攻坚战中作出突出贡献，2021年2月25日全国脱贫攻坚总结表彰大会上，陈新胜被授予“全国脱贫攻坚先进个人”。